# Jendouba Nord (delegación)
Jendouba Nord es una delegación de la gobernación de Jendouba en Túnez. En abril de 2014 tenía una población censada de 40 779 habitantes.
Se encuentra ubicada al noroeste del país, al noroeste de la capital del país, Túnez, y cerca del río Meyerda y de la costa del mar Mediterráneo.